# ألترا
ألترا (بالإنجليزية: Altura, Minnesota)‏ هي مدينة تقع في ولاية مينيسوتا في الولايات المتحدة. تبلغ مساحة هذه المدينة 7.72 (كم²)، وترتفع عن سطح البحر 357 م، بلغ عدد سكانها 493 نسمة في عام 2010 حسب إحصاء مكتب تعداد الولايات المتحدة.

## التركيبة السكانية
قام مكتب تعداد الولايات المتحدة بتحديد بيانات التركيبة السكانية لألترافي تعداد الولايات المتحدة. في ما يلي، التركيبة السكانية حسب تعدادي 2000 و2010.

### تعداد عام 2000
بلغ عدد سكان ألترا 417 نسمة بحسب تعداد عام 2000، وبلغ عدد الأسر 163 أسرة وعدد العائلات 117 عائلة مقيمة في المدينة. في حين سجلت الكثافة السكانية 140.5 نسمة لكل ميل مربع (54.2/كم2). وبلغ عدد الوحدات السكنية 172 وحدة بمتوسط كثافة قدره 57.9 نسمة لكل ميل مربع (22.4/كم2).
وتوزع التركيب العرقي للمدينة بنسبة 13.74% من البيض و 0.10% من الأمريكيين ذوي الأصول الآسيوية و 0.10% من عرقين مختلطين أو أكثر.
بلغ عدد الأسر 163 أسرة كانت نسبة 36.2% منها لديها أطفال تحت سن الثامنة عشر تعيش معهم، وبلغت نسبة الأزواج القاطنين مع بعضهم البعض 61.3% من أصل المجموع الكلي للأسر، ونسبة 6.7% من الأسر كان لديها معيلات من الإناث دون وجود شريك، وكانت نسبة 28.2% من غير العائلات. تألفت نسبة 25.2% من أصل جميع الأسر من أفراد ونسبة 11.0% كانوا يعيش معهم شخص وحيد يبلغ من العمر 65 عاماً فما فوق. وبلغ متوسط حجم الأسرة المعيشية 3.06، أما متوسط حجم العائلات فبلغ 2.56.
بلغ العمر الوسطي للسكان 32 عاماً. وكانت نسبة 28.8% من القاطنين تحت سن الثامنة عشر، وكانت نسبة 7.9% بين الثامنة عشر والأربعة وعشرون عاماً، ونسبة 32.4% كانت واقعةً في الفئة العمرية ما بين الخامسة والعشرون حتى والأربعة وأربعون عاماً، ونسبة 15.6% كانت ما بين الخامسة والأربعون حتى الرابعة والستون، ونسبة 15.3% كانت ضمن فئة الخامسة والستون عاماً فما فوق. يوجد لكل 100 أنثى 120.6 ذكر، ويوجد لكل 100 أنثى في الثامنة عشر من عمرها فما فوق 106.3 ذكر.
بلغ متوسط دخل الأسرة في المدينة 38,393 دولار، أما متوسط دخل العائلة فبلغ 41,250 دولار. وكان متوسط دخل الذكور 30,313 دولار مقابل 23,125 دولار للإناث. وسجل دخل الفرد الخاص بالمدينة 17,199 دولار. وكانت نسبة 7.4% من العائلات ونسبة 8.7% من السكان تحت خط الفقر، وكان من هؤلاء نسبة 8.8% تحت سن الثامنة عشر ونسبة 10.3% في الخامسة والستين من العمر وما فوق.

### تعداد عام 2010
بلغ عدد سكان ألترا 493 نسمة بحسب تعداد عام 2010، وبلغ عدد الأسر 180 أسرة وعدد العائلات 126 عائلة مقيمة في المدينة. في حين سجلت الكثافة السكانية 165.4 نسمة لكل ميل مربع (63.9/كم2). وبلغ عدد الوحدات السكنية 188 وحدة بمتوسط كثافة قدره 63.1 لكل ميل مربع (24.4/كم2).
وتوزع التركيب العرقي للمدينة بنسبة 96.6% من البيض و 0.4% من الأمريكيين الأفارقة و 0.8% من عرقين مختلطين أو أكثر.
بلغ عدد الأسر 180 أسرة كانت نسبة 37.8% منها لديها أطفال تحت سن الثامنة عشر تعيش معهم، وبلغت نسبة الأزواج القاطنين مع بعضهم البعض 57.2% من أصل المجموع الكلي للأسر، ونسبة 4.4% من الأسر كان لديها معيلات من الإناث دون وجود شريك، بينما كانت نسبة 8.3% من الأسر لديها معيلون من الذكور دون وجود شريكة وكانت نسبة 30.0% من غير العائلات. تألفت نسبة 25.6% من أصل جميع الأسر من أفراد ونسبة 8.9% كانوا يعيش معهم شخص وحيد يبلغ من العمر 65 عاماً فما فوق. وبلغ متوسط حجم الأسرة المعيشية 3.27، أما متوسط حجم العائلات فبلغ 2.74.
بلغ العمر الوسطي للسكان 33.1 عاماً. وكانت نسبة 30.2% من القاطنين تحت سن الثامنة عشر، وكانت نسبة 8.3% بين الثامنة عشر والأربعة وعشرون عاماً، ونسبة 29.4% كانت واقعةً في الفئة العمرية ما بين الخامسة والعشرون حتى والأربعة وأربعون عاماً، ونسبة 20.2% كانت ما بين الخامسة والأربعون حتى الرابعة والستون، ونسبة 12% كانت ضمن فئة الخامسة والستون عاماً فما فوق. وتوزع التركيب الجنسي للسكان بنسبة 55.6% ذكور و44.4% إناث.

## وصلات خارجية
- The US50 - Cities and Towns in Minnesota State